# گرابرسدورف
گرابرسدورف (به آلمانی: Grabersdorf) یک منطقهٔ مسکونی در اتریش است که در زودوست‌اشتایرمارک واقع شده‌است. گرابرسدورف ۶٫۳۷ کیلومتر مربع مساحت دارد ۲۶۷ متر بالاتر از سطح دریا واقع شده‌است.